# Mohoua
Mohoua és un gènere d'ocells passeriformes que ha estat considerat de difícil classificació (Família Incertae sedis). Actualment és ubicat a la seva pròpia família dels mohòvids (Mohouidae).

## Sistèmica
Mohoua és un petit gènere de tres espècies d'ocells endèmiques de Nova Zelanda. El nom científic prové de «mohua», el nom maori de la mòhua daurada. La col·locació taxonòmica ha presentat problemes: normalment s'han col·locat a la família dels Pachycephalidae, però el 2013 es va establir que es troben millor a la seva pròpia família, Mohouidae. Un gran estudi de genètica molecular publicat el 2019 va trobar que la família és germana de la família Neosittidae que conté les tres neosites.
Les tres espècies mostren cert grau de dimorfisme sexual en termes de mida, ja que els mascles són més grossos que les femelles. Les mòhoua són gregaries (més fora de l'època de cria) i normalment s'alimenten en grup. De vegades també s'alimenten en grups d'espècies mixtes formant sovint el nucli del grup. L'organització i el comportament socials estan ben documentats per a les tres espècies de Mohoua; La cria cooperativa s'ha observat en les tres espècies i és comú en la capblanca i la daurada. Les tres espècies d'aquest gènere són els únics hostes del cucut koel del Pacífic que actua com a paràsit de cria sobre ells, empenyent els ous fora del niu i posant-ne un de propi al seu lloc perquè no participin en la incubació dels ous o en la cria dels pollets.

### Taxonomia
El gènere Mohoua va ser introduït el 1837 pel naturalista francès René Lesson per donar cabuda a una sola espècie, la mòhua daurada i és, per tant, l'espècie tipus del gènere.
Segons la Classificació del Congrés Ornitològic Internacional (versió 15.1, 2025) aquest gènere està format per tres espècies:
- Mohoua albicilla - mòhua capblanca.
- Mohoua ochrocephala - mòhua daurada.
- Mohoua novaeseelandiae - mòhua menuda.